# Martin K. Gantz
Martin Kissinger Gantz, född 28 januari 1862 i Miami County i Ohio, död 10 februari 1916 i Troy i Ohio, var en amerikansk demokratisk politiker. Han var ledamot av USA:s representanthus 1891–1893.
Gantz tjänstgjorde 1889 som borgmästare i Troy i Ohio. Han efterträdde 1891 Samuel S. Yoder som kongressledamot och efterträddes 1893 av Fernando C. Layton. Gantz avled 1916 och gravsattes på Riverside Cemetery i Troy.